# Карамов, Вагаршак Джавадович
Вагаршак Джавадович Кара́мов — советский хозяйственный, государственный и политический деятель. Инженер, руководитель крупных строек в Таджикистане

## Биография
Родился 01.05.1900 года в селе Хонзираки (ныне - село Хндзореск, Республика Армения). Армянин по происхождению, из рода Сюникских меликов Мелик-Карамовых.
В 1914 году глава семейства Джавад Карамов получил от родственников приглашение переехать в Среднюю Азию.
С 1915 года — на хозяйственной, общественной и политической работе. В 1915—1956 гг. — рабочий, слесарь Кызыл-Арватских железнодорожных мастерских, секретарь райкома комсомола, председатель горисполкома, секретарь райкома партии в Кызыл-Арвате, начальник строительства железной дороги Самсоново-Термез-Сталинабад, начальник Главдортранса Таджикской ССР, народный комиссар коммунального хозяйства Таджикской ССР, заместитель начальника, начальник ГУШОСДОР при Совете Министров Таджикской ССР, первый заместитель министра автомобильных дорог Таджикской ССР, начальник Таджикэнергостроя.
Член КПСС с 1921 года. Избирался депутатом Верховного Совета Таджикской ССР 1-4-го созывов. Награжден орденами Трудового Красного Знамени (5), медалями. грамотами.
Умер в Сталинабаде в 1956 году. Похоронен на городском кладбище Душанбе.
Ныне одна из улиц столицы Таджикистана носит имя Вагаршака Карамова. О нем написано в Таджикской энциклопедии.